# Probainognathia
Die Probainognathia sind ausgestorbene Landwirbeltiere aus der Gruppe der Therapsiden. Sie lebten von der Unter- bis zur Obertrias.

## Merkmale
Die Probainognathia können nur wenige für die Gruppe typische Merkmale aufweisen. Hauptmerkmal ist der sich bildende sekundäre Gaumen. Stirnbein und Gaumenbein haben an der vorderen Knochenbegrenzung der Orbita Kontakt. Außerdem haben sie eine charakteristische Rippenmorphologie.

## Systematik
Die meisten Autoren unterteilen die Probainognathia in zwei Familien, die Probainognathidae, deren einzige Gattung Probainognathus ist und die Chiniquodontidae. Daneben gibt es zwei basale Gattungen, Ecteninion und Lumkuia.
- Ecteninion
- Lumkuia
- Probainognathus
- Chiniquodontidae

## Chiniquodontidae
Die Chiniquodontidae waren kleine bis mittelgroße Carnivoren. Das Schädelfenster war vergrößert und umfasste die halbe Schädellänge. Die Orbita ist durch eine schmale Postorbitalspange vom Schädelfenster getrennt. Der sekundäre Gaumen hat die Länge der Zahnreihe. Chiniquodontidae hatten 4 obere und drei untere Schneidezähne, mittellange Eckzähne und sieben seitlich abgeflachte Backenzähne.
Morphologisch sind die Chiniquodontidae konservativer als die Tritylodontidae und die Trithelodonta, lebten jedoch in der Mittleren Trias, während die fortschrittlicheren Cynodonten erst in der Obertrias erschienen.

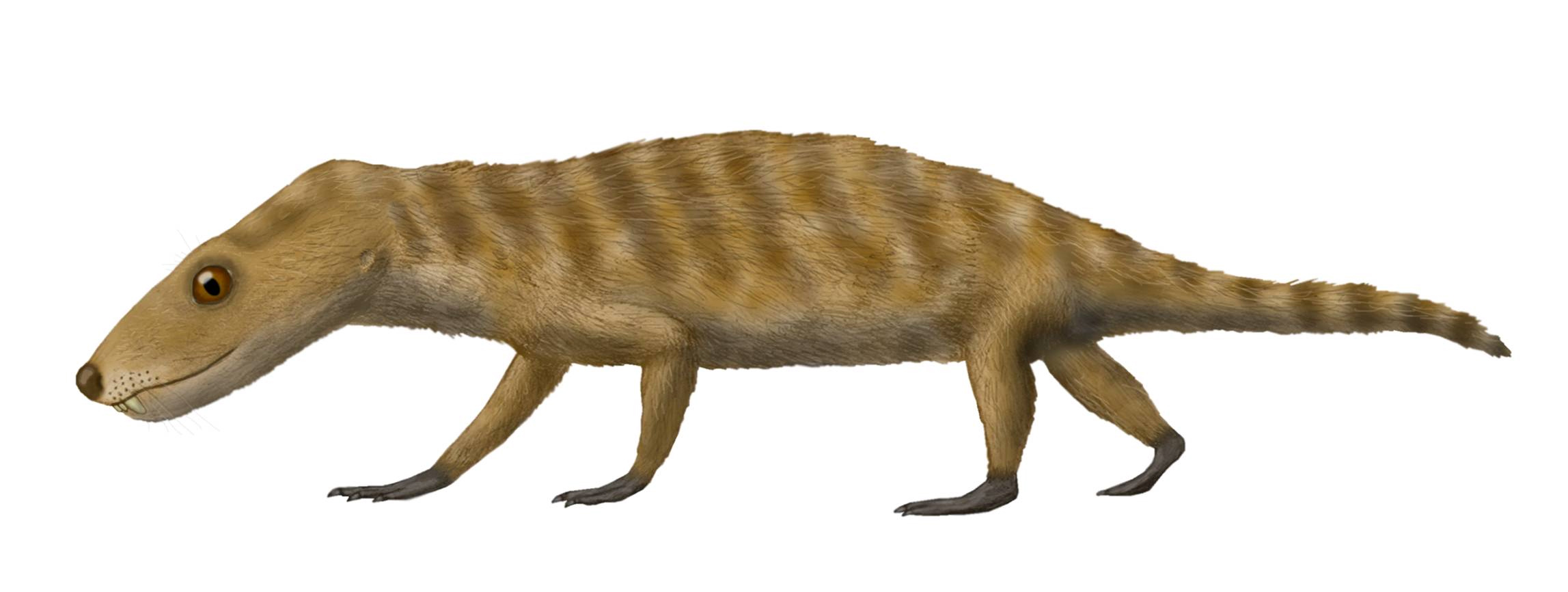
„Probelesodon“

## Gattungen
- Chiniquodon, Jugendstadien wurden als Belesodon und  Probelesodon beschrieben.
- Dromatherium
- Microconodon
- Pseudotriconodon